# Louis-André Navarre
Louis-André Navarre (Auxerre, 3 février 1836 - Townsville, 16 janvier 1912) est un missionnaire français, un des pionniers de l'évangélisation de la Nouvelle-Guinée, vicaire apostolique.

## Biographie
Louis-André naît le 3 février 1836 à 14 h 00 à Auxerre dans une famille de vignerons du faubourg Saint-Amâtre.
Ordonné prêtre le 26 mai 1872, il entre en 1877 au noviciat des missionnaires du Sacré-Cœur d'Issoudun et part en 1881 pour la Mélanésie. Parti de Barcelone le 1er septembre 1881 avec les Pères Durin, Cramaille et Fromm, il atteint Manille en octobre puis Singapour en décembre. Les missionnaires gagnent ensuite Macassar mais refusés par les autorités néerlandaises, s'installent à Batavia pour y attendre des instructions de Rome et d'Issoudun.
Six mois plus tard, le Père Navarre, est nommé supérieur de la mission et doit partir pour Sydney où l'attend René Lannuzel qu'il doit accompagner en Nouvelle-Bretagne. Navarre, Cramaille et Fromm atteignent Sydney le 21 août et parviennent à Matupi le 28 septembre 1882.
Les missionnaires s'installent à Beridni puis à Kininigunang (aujourd'hui Tokua) mais le 21 juin 1883, un incendie, sans doute criminel, détruit toute la mission. Les Pères la refondent alors à Malagunang. Alors que Navarre et Fromm voyagent en octobre 1883 à Sydney pour y recevoir de nouveaux frères, le Père Lannuzel quitte quant à lui définitivement la mission.
En 1884, lorsque la Nouvelle-Bretagne devient un protectorat allemand et prend son nom de Nouvelle-Poméranie, les Pères laissent leur place à des missionnaires germaniques et décident de partir évangéliser la Nouvelle-Guinée. Navarre, avec deux compagnons, débarque alors dans l'île Thursday (îles du détroit de Torrès) le 24 octobre 1884 et y fonde une mission mais les autorités britanniques leur refusent l'accès à la Nouvelle-Guinée.
Au début de 1885, Navarre part à Sydney et y reçoit de nouveaux missionnaires dont Henri Verjus. Il y obtient aussi l'autorisation des autorités australiennes, de s’installer en Nouvelle-Guinée. Clandestinement, il parvient à faire transporter ses hommes sur l'île Yule, à proximité des côtes de la Nouvelle-Guinée, mais fatigué, décide de rester à Thursday. Le Père Verjus s'embarque alors sur un baleinière, traverse le détroit de Torrès et débarque à Yule le 19 juin 1885. Le Père Navarre y découvre en janvier-février et en août 1886, une mission bien implantée.
Louis-André Navarre est nommé vicaire apostolique de Mélanésie le 17 mai 1887 et évêque de Pentacomia (de) après un voyage à Rome puis archevêque de Cyrrhus (de) le 17 août 1888. Il revient à Yule en novembre 1888. Ses missionnaires sont alors très affaiblis par le manque de vivres et les fièvres. Il tombe lui-même malade et doit revenir en Australie. Vicaire apostolique de Nouvelle-Guinée (10 mai 1889), en 1893, il apprend la mort du Père Verjus en Italie.
Il accueille en 1898 Alain de Boismenu à Yule qui deviendra en 1899 coadjuteur de Nouvelle-Guinée et à qui il transmet tous ses pouvoirs en 1907.
Navarre laisse un Manuel des missionnaires du Sacré-Cœur parmi les sauvages, Yule (1896) dans lequel il préconise l'étude des langues, des mœurs et des croyances locales et où il rassemble d’importantes analyses ethnographiques.